# غيماراس
غيماراس (بالإنجليزية: Guimaras) هي محافظة تقع في الفلبين في بيسايا الغربية. يقدر عدد سكانها بـ 162,943 نسمة ومساحتها 604.57 كم2 .